# Ferrovia Sciaffusa-Rorschach
La ferrovia Sciaffusa-Rorschach (nota anche come Seelinie) è una linea ferroviaria a scartamento normale tra Svizzera e Germania.

## Storia
La ferrovia venne progettata dalla Schweizerische Nordostbahn (NOB) come prolungamento della sua linea Winterthur-Romanshorn, al fine di evitare il trasbordo delle merci dirette verso la Germania sui battelli che solcavano il lago di Costanza.
La tratta Rorschach-Romanshorn aprì il 15 ottobre 1869 (correndo parallela nell'ultimo tratto al binario di raccordo tra la ferrovia Rorschach-San Gallo, aperta nel 1856 dalle Ferrovie Svizzere Unite, e il porto di Rorschach) alla presenza del presidente della NOB Alfred Escher, delle autorità cantonali sangallesi e turgoviesi e di altre personalità; il suo prolungamento da Costanza a Romanshorn aprì il 1º luglio 1871.
Il 5 aprile 1875 si costituì la Schweizerische Nationalbahn (SNB), nata dalla fusione di due società preesistenti, la "Winterthur-Singen-Kreuzlingen" e la "Winterthur-Zofingen" con il fine di creare una linea tra l'est e l'ovest della Svizzera in concorrenza con le ferrovie già esistenti, in particolare la NOB. La neonata società aprì il 17 luglio 1875 la tratta orientale del suo progetto, tra Costanza ed Etzwilen (con le diramazioni Winterthur-Etzwilen ed Etzwilen-Singen) e tra Kreuzlingen ed Emmishofen. In preda a difficoltà finanziarie a causa dell'errata pianificazione dei tracciati e delle manovre di disturbo dei concorrenti, la SNB entrò in liquidazione nel 1878; le sue linee vennero rilevate dalla NOB il 1º ottobre 1880.
La NOB completò la linea con l'apertura delle tratte Etzwilen-Feuerthalen, il 1º novembre 1894, e Sciaffusa-Feuerthalen, avvenuta il 2 aprile 1895
La NOB venne nazionalizzata il 1º gennaio 1902: le sue linee entrarono a far parte delle Ferrovie Federali Svizzere (FFS).
La tratta Romanshorn-Rorschach fu elettrificata il 15 maggio 1928, insieme alla linea Winterthur-Romanshorn. Il 16 dicembre 1945 fu elettrificata la tratta Sciaffusa-Etzwilen; nel 1946 furono elettrificate le tratte Romanshorn-Kreuzlingen (il 6 maggio) e Etzwilen-Stein am Rhein (il 7 ottobre, insieme alla ferrovia Winterthur-Etzwilen). Il 4 ottobre 1947 fu elettrificata la tratta Stein am Rhein-Kreuzlingen. Il 27 maggio 1962, in occasione del cambio d'orario, venne elettrificata la tratta Kreuzlingen-Costanza, mentre il 30 maggio 1969, in occasione del cambio d'orario, venne elettrificata la Costanza-Kreuzlingen Hafen.
Nel 1994 le FFS e la Mittelthurgaubahn (MThB) presentarono delle offerte per la gestione della tratta Sciaffusa-Romanshorn; il Consiglio federale decise due anni dopo di concedere alla MThB la gestione dell'esercizio e dell'infrastruttura per un periodo sperimentale di dieci anni. La MThB rilevò l'esercizio della Seelinie a partire dal 1º giugno 1997, ma solo dal cambio d'orario del 24 maggio 1998 secondo il proprio concetto di esercizio che comprendeva l'introduzione di nuovi rotabili a pianale ribassato (dieci elettromotrici Stadler GTW e quattro rimorchiate pilota), l'apertura di nuove stazioni, la ristrutturazione delle stazioni già esistenti e l'ammodernamento del segnalamento. Sotto la gestione MThB i passeggeri aumentarono nel 1998 del 9,7%, mentre nel 1999 l'incremento fu del 7,3% rispetto all'anno precedente.
Nell'autunno 2000 FFS e MThB siglarono un accordo di collaborazione nel campo dei trasporti regionali, che portò alla costituzione, il 20 settembre 2001, della società Thurbo, con sede a Kreuzlingen. Nel 2002 la MThB entrò in gravissime difficoltà finanziarie, con un buco nei conti di 30 milioni di franchi, tanto da portare alla decisione da parte dei soci di liquidare la società. Le attività della MThB vennero rilevate dalle FFS il 27 settembre 2002, mentre l'esercizio continuò ad essere curato da Thurbo.

## Caratteristiche
La tratta Sciaffusa-Rorschach, a scartamento normale, è lunga 80,07 km, è elettrificata a corrente alternata monofase con la tensione di 15.000 V alla frequenza di 16,7 Hz; la pendenza massima è del 12 per mille. È a binario unico, tranne nella tratta Rorschach-Rorschach Hafen.
La diramazione Kreuzlingen-Costanza, a scartamento normale, è lunga 1,17 km, è elettrificata a corrente alternata monofase con la tensione di 15.000 V alla frequenza di 16,7 Hz; la pendenza massima è del 5 per mille. È interamente a binario unico.
La diramazione Costanza-Kreuzlingen Hafen, a scartamento normale, è lunga 1,1 km, è elettrificata a corrente alternata monofase con la tensione di 15.000 V alla frequenza di 16,7 Hz; la pendenza massima è del 4 per mille. È interamente a binario unico.

### Percorso
| Continuation backward |

| Unknown route-map component "CONTgq" | Unknown route-map component "ABZg+r" |  |

|  | Station on track |

|  | Unknown route-map component "ABZgl" | Unknown route-map component "CONTfq" |

|  | Enter and exit tunnel |

|  | Unknown route-map component "hKRZWae+GRZq" |

|  | Station on track |

|  | Stop on track |

|  | Unknown route-map component "STR+GRZq" |

|  | Stop on track |

|  | Stop on track |

|  | Unknown route-map component "hKRZWae" |

|  | Station on track |

|  | Stop on track |

| Unknown route-map component "CONTgq" | Unknown route-map component "ABZg+r" |  |

|  | Station on track |

|  | Unknown route-map component "ABZgl" | Unknown route-map component "CONTfq" |

|  | Unknown route-map component "STR+GRZq" |

|  | Station on track |

|  | Unknown route-map component "STR+GRZq" |

|  | Station on track |

|  | Station on track |

|  | Station on track |

|  | Station on track |

|  | Stop on track |

|  | Station on track |

|  | Stop on track |

|  | Station on track |

| Unknown route-map component "CONTgq" | Unknown route-map component "ABZg+r" |  |

|  | Non-passenger station/depot on track |

| Unknown route-map component "exCONTgq" | Unknown route-map component "eKRZu" | Unknown route-map component "exSTR+r" |

|  | Unknown route-map component "eKRWg+l" | Unknown route-map component "exKRWr" |

|  | Station on track |

| Unknown route-map component "STRc2" | Unknown route-map component "ABZg3" |  |

| Unknown route-map component "STR+1" | Unknown route-map component "STRc4" + Unknown route-map component "EIU" |  |

| 61,29  |
| 414,90 |

| Straight track | Unknown route-map component "GRZq+ZOLL" |  |

| Straight track | Straight track | Unknown route-map component "CONTl+f" |

| Straight track | Straight track | Station on track |

| Straight track | Unknown route-map component "ABZl+l" | One way rightward |

| Straight track | Unknown route-map component "GRZq+ZOLL" |  |

| Unknown route-map component "STR2" | Unknown route-map component "STRc3" + Unknown route-map component "EIU" |  |

| 415,04 |
| 100,58 |

| Unknown route-map component "STRc1" | Unknown route-map component "ABZg+4" |  |

|  | Station on track |

| 61,80  |
| 100,17 |

|  | Stop on track |

|  | Unknown route-map component "eHST" |

|  | Stop on track |

|  | Station on track |

|  | Stop on track |

|  | Stop on track |

|  | Station on track |

|  | Station on track |

|  | Stop on track |

|  | Station on track |

|  | Station on track |

| Unknown route-map component "CONTr+f" | Straight track |  |

| Non-passenger station/depot on track | Straight track |  |

| One way leftward | Junction both to and from right |  |

|  | Non-passenger station/depot on track |

| 81,78 |
| 83,32 |

| Unknown route-map component "CONTgq" | Unknown route-map component "ABZgr" |  |

|  | Station on track |

|  | Stop on track |

|  | Station on track |

|  | Unknown route-map component "STR+GRZq" |

|  | Stop on track |

|  | Unknown route-map component "STR+GRZq" |

|  | Station on track |

|  | Unknown route-map component "STR+GRZq" |

|  | Station on track |

| Unknown route-map component "CONTgq" | Unknown route-map component "ABZg+r" |  |

|  | Station on track |

| Unknown route-map component "CONTgq" | Unknown route-map component "ABZgr" |  |

|  | Continuation forward |

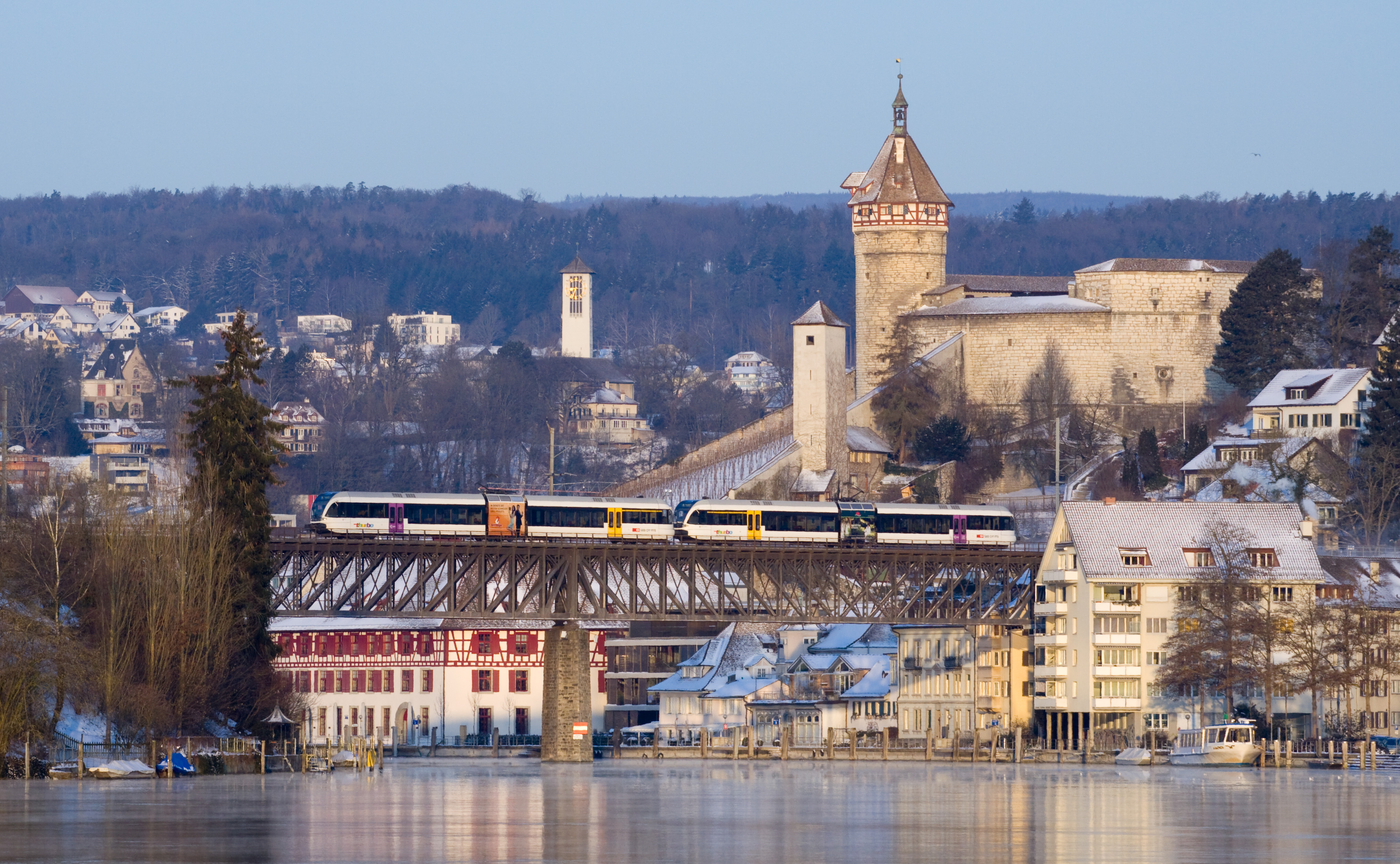
Un convoglio sul ponte sul Reno di Feuerthalen; sullo sfondo il Munot, parte delle fortificazioni di Sciaffusa

La linea parte dalla stazione di Sciaffusa, uscita dalla quale imbocca una galleria lunga 760 metri (l'Emmersbergtunnel) le cui difficoltà di costruzione rallentarono l'apertura della tratta Sciaffusa-Etzwilen. Uscita dal tunnel la ferrovia attraversa il Reno, correndo parallelo allo stesso fino a Stein am Rhein. Di lì la linea segue la costa dell'Untersee fino a Kreuzlingen, da cui si diparte una diramazione per la stazione di Costanza.
Fino al 2001 la Mittelthurgaubahn sovrappassava la ferrovia prima di entrare nella stazione di Kreuzlingen; il 4 giugno di quell'anno venne inaugurata una nuova tratta che permise di eliminare il sovrappasso.
Oltre Kreuzlingen la ferrovia costeggia l'Ubersee, toccando il nodo ferroviario di Romanshorn prima di arrivare a Rorschach.